# Llista de composicions musicals silencioses
A continuació es mostra una llista de composicions musicals que consisteixen gairebé completament o completament en silenci.

## Composicions clàssiques
- Marche funèbre composée pour les funérailles d'un grand homme sourd (1897), d'Alphonse Allais, humorista francès (1854-1905): nou compassos blancs.[1]
- In futurum (1919), d'Erwin Schulhoff (1894-1942)[2]
- Symphonie Monoton Silence (1949), d'Yves Klein: dos moviments, un acord mantingut durant 20 minuts seguit d'un silenci de 20 minuts.[3]
- 4′33″ (1952), de John Cage (1912–1992): dos moviments d'una duració total de quatre minuts i 33 segons, per un instrument o combinació d'instruments.
- 4'33" No. 2 (1962), de John Cage: també coneguda com a 0'00".[4]

## Cançons
- 9-11-01, Soulfly
- 12:97:24:99, Mudvayne
- 15 Minutes, Télépopmusik
- 18 sekúndur fyrir sólarupprás, Sigur Rós
- 42 Minutes of Silence, Milosh (2002, Quiet Time, with Milosh)
- A Lot of Nothing, Coheed and Cambria (dividit en 11 seccions d'una durada de 5 a 15 segons)
- A One Minute Silence, Mike Batt
- Absolute Elsewhere, Coil
- Anniversary Of World War III, The West Coast Pop Art Experimental Band (1968, Volume 3: A Child's Guide to Good and Evil)
- Are We Here? (Criminal Justice Bill? Mix), Orbital
- The Ballad of Richard Nixon, John Denver
- The Best of Marcel Marceau, Michael Viner
- Beware! The Funk is Everywhere, Afrika Bambaataa
- Birthdeath Experience, Whitehouse
- Le Chant des carpes, Ludwig von 88 (1987, Houlala II "la mission")
- In Remembrance, Pan.Thy.Monium (1996, Khaooohs and Kon-Fus-Ion)
- Intentionally Left Blank, James Holden (2006, The Idiots Are Winning)
- Magic Window, Boards of Canada
- The Misinterpretation of Silence and its Disastrous Consequences, Type O Negative (1991, Slow Deep and Hard)
- Non Musical Silence, The All-American Rejects (When the World Comes Down)
- Non-Musical Silence, Marilyn Manson (l'àlbum Antichrist Superstar consisteix, a part de les pistes habituals, en 72 pistes silencioses, cadascuna d'una durada de 4 segons, seguides per una cançó titulada Untitled)
- (nothing), The Microphones
- The Nutopian International Anthem, John Lennon
- One Minute of Silence, Soundgarden
- Page 13, Fantômas
- Path XII Inlustra Nigror, Vesania
- Pregnant Pause... Intermission, Leila Bela
- Pure Digital Silence, Melvins
- Rwanda, Radio Boy (2001)
- Schweigenminute, VNV Nation (1999, Praise the Fallen)
- (Silence), Ciccone Youth
- [Silence], Korn
- Silence, Brian Eno (2011, Drums Between The Bells)
- [Silence] (A suitable place for those with tired ears to pause and resume listening later), Robert Wyatt
- Silencio sepulcral, Soziedad Alkoholika
- Song of the Deaf Girl, Cloud Cult (2007, The Meaning of 8)
- The Sound of Free speech, Crass
- The Ten Coolest Things About New Jersey, The Bloodhound Gang
- There's a Riot Goin' On, Sly Stone
- Thirty-second Silence, Guster
- Tunnel of Goats XVII, Coil
- Two Minutes Silence, John Lennon i Yoko Ono
- You Can Make Your Own Music, Covenant (una pista silenciosa de 4 minuts i 33 segons, en homenatge a 4′33″ de John Cage)